# Philip Øgaard
Philip Remi Øgaard (* 6. April 1948) ist ein norwegischer Kameramann.

## Leben
Nachdem er 1982 als Kameraassistent an dem norwegischen Abenteuerfilm 50/50 mitwirkte, konnte Philip Øgaard bereits 1985 mit Adjø solidaritet und Deilig er fjorden! erstmals als eigenverantwortlicher Kameramann arbeiten. Wie im skandinavischen Filmgeschäft üblich, wirken Filmschaffende in unterschiedlichsten Produktionen in den skandinavischen Ländern. So führte Øgaard erstmals 1988 die Kamera in der schwedischen Produktion Sweetwater und 1990 im dänischen Drama Smykketyven. Zwar blieb er größtenteils dem norwegischen Film verbunden, wurde allerdings auch im Ausland für seine Verdienste hinter der Kamera prämiert. So wurde er mit der Guldbagge, dem wichtigsten schwedischen Filmpreis, 1999 für seine Arbeit an Glasblåsarns barn für die Beste Kamera ausgezeichnet. 2006 folgte für Kim Novak badete nie im See von Genezareth eine weitere Nominierung.
2010 erschien die norwegische Komödie Ein Mann von Welt von Regisseur Hans Petter Moland. Bereits seit 1995 arbeitete Øgaard immer wieder mit Moland zusammen und führte in Filmen wie Kjærlighetens kjøtere, Aberdeen und Genosse Pedersen die Kamera.

## Filmografie (Auswahl)
- 1982: 50/50 (Kamera-Assistenz)
- 1985: Adjø solidaritet
- 1986: Endlich Sommer (Sommerjubel)
- 1988: Sweetwater
- 1990: Smykketyven
- 1991: Der Eisbärkönig (Kvitebjørn Kong Valemon)
- 1993: Höher als der Himmel (Høyere enn himmelen)
- 1994: Ein Sommer voller Geheimnisse (Ti kniver i hjertet)
- 1995: Kjærlighetens kjøtere
- 1998: Glasblåsarns barn
- 1999: Der Tod hat eine Postleitzahl (1732 Høtten)
- 2000: Aberdeen
- 2001: Die Wette (Veddemålet)
- 2002: Der Typ vom Grab nebenan (Grabben i graven bredvid)
- 2003: Kitchen Stories (Salmer fra kjøkkenet)
- 2005: Kim Novak badete nie im See von Genezareth (Kim Novak badade aldrig i Genesarets sjö)
- 2006: Genosse Pedersen (Gymnaslærer Pedersen)
- 2009: Mankells Wallander (Wallander) (Fernsehserie, 2 Episoden)
- 2010: Ein Mann von Welt (En ganske snill mann)
- 2011: Ich reise allein (Jeg reiser alene)
- 2013: Chasing the Wind (Jag etter vind)
- 2014: Einer nach dem anderen (Kraftidioten)
- 2019: Hard Powder (Cold Pursuit)

## Auszeichnungen
Guldbagge
- 1999: Beste Kamera – Glasblåsarns barn
- 2006: Beste Kamera – Kim Novak badete nie im See von Genezareth (nominiert)

Amanda
- 2008: Beste Kamera – Kautokeino-opprøret
- 2009: Beste Kamera – Nord (nominiert)

Camerimage
- 2000: Bronzener Frosch – Aberdeen